# Volo BOAC 783
Il 2 maggio 1953, il volo BOAC 783, un de Havilland Comet registrato G-ALYV e operato dalla British Overseas Airways Corporation, si distrusse in volo e si schiantò dopo essersi imbattuto in una forte turbolenza poco dopo il decollo da Calcutta (oggi Kolkata), in India. Tutti i 43 passeggeri e l'equipaggio a bordo persero la vita.
A questo schianto seguirono, in meno di un anno, altri due incidenti mortali che coinvolsero il cedimento strutturale dei Comet: il volo BOAC 781 e il volo South African Airways 201. Alla fine l'intera flotta fu messa a terra fino a quando non fosse stata effettuata un'ampia riprogettazione del Comet, portando allo sviluppo della versione Comet 2.

## Storia del volo
Il volo 783 partì da Singapore con destinazione Londra. Dopo uno scalo all'aeroporto Dum Dum di Calcutta (ora Aeroporto Internazionale Netaji Subhas Chandra Bose), l'aereo partì il 2 maggio alle 16:29 ora locale (10:59 GMT) per la successiva tappa di Delhi.
Sei minuti dopo il decollo, mentre l'aereo saliva a 7.500 piedi (2.300 m), il controllo del traffico aereo perse improvvisamente il contatto radio con il Comet. Più o meno nello stesso momento, dei testimoni a terra nei pressi del villaggio di Jagalgori, circa 40 km a nord-ovest di Calcutta, osservarono il velivolo precipitare in fiamme. Nella zona erano presenti forti piogge e temporali.
I resti del G-ALYV vennero poi ritrovati sparsi lungo un percorso di 8 km, con le parti principali ancora in fiamme. Non ci furono sopravvissuti.

## Vittime
Le 43 persone a bordo erano 6 membri dell'equipaggio e 37 passeggeri. Il rapporto ufficiale afferma che tra i passeggeri figuravano 31 britannici, tre americani, due birmani e un filippino. Tra le vittime figuravano il politico australiano Trevor Oldham e sua moglie. Nel rapporto, gli Oldham vennero elencati come cittadini britannici.

## L'indagine
L'indagine successiva determinò che, dopo aver incontrato un temporale, l'aereo "ha subito un cedimento strutturale in aria che ha causato un incendio". La probabile causa del guasto è stata segnalata come "sovraccarico derivante da: forti raffiche incontrate nel temporale, o controllo eccessivo o perdita di controllo da parte del pilota durante il volo attraverso il temporale".
Gli investigatori raccomandarono anche di "considerare se sia necessaria qualche modifica alla struttura del Comet".